# Too Pure
Too Pure ist ein britisches Plattenlabel. Es wurde 1990 in London von Paul Cox und Richard Roberts als Independent-Label gegründet. Ihre ersten Erfolge feierten sie mit den Alben von P.J. Harvey. Heute gehört es zur Beggars-Group, die es 2008 auflöste beziehungsweise in das Schwesterlabel 4AD integrierte.

## Künstler, die auf Too Pure veröffentlicht haben
- Billy Mahonie
- Bows
- Electrelane
- Future of the Left
- Hefner
- Ill Ease
- Laika
- Long Fin Killie
- Mclusky
- Minxus
- Monade
- Moonshake
- Motormaark
- Mouse on Mars
- The Organ
- PJ Harvey
- Pram
- Rothko
- Scout Niblett
- Seefeel
- Seely
- Shooting at Unarmed Men
- Stereolab
- Th' Faith Healers
- The Keys
- The Rogers Sisters
- Tracy and The Plastics
- Voodoo Queens
- Young People